# Haplohymenium filiforme
Haplohymenium filiforme là một loài rêu trong họ Thuidiaceae. Loài này được Broth. mô tả khoa học đầu tiên năm 1909.
Danh pháp khoa học của loài này chưa được làm sáng tỏ. 